# Micropterix vulturensis
Micropterix vulturensis là một loài bướm đêm thuộc họ Micropterigidae. Nó được Heath miêu tả năm 1981. It is widely distributed miền trung và miền nam Apennines.
Chiều dài cánh trước là 3.5-4.2 mm đối với con đực và 4.2–5 mm đối với con cái.